# Camembert Electrique
Camembert Electrique är ett musikalbum av musikgruppen Gong. Albumet släpptes 1971.

## Låtlista
1. "Radio Gnome" (Allen) - 0:26
2. "You Can't Kill Me" (Allen) - 6:23
3. "I've Bin Stone Before" (Allen) - 4:53
4. " Mister Long Shanks/O Mother/I Am Your Fantasy" (Smyth) - 3:41
5. "Dynamite/I Am Your Animal (Smyth)" - 4:32
6. "Wet Cheese Delirium" (Allen) - 0:29
7. "Squeezing Sponges over Policemen's Heads" (Allen) - 0:13
8. "Fohat Digs Holes in Space" (Allen/Smyth) - 6:24
9. "Tried So Hard" (Allen/Smyth) - 4:39
10. "Tropical Fish/Selene" (Allen) - 7:36
11. "Gnome the Second" (Allen) - 0:26

Total speltid: 39:36